# Bulbophyllum capillipes
Bulbophyllum capillipes är en orkidéart som beskrevs av Charles Samuel Pollock Parish och Heinrich Gustav Reichenbach.
Bulbophyllum capillipes ingår i släktet Bulbophyllum och familjen orkidéer. Inga underarter finns listade i Catalogue of Life.